# Фалкион
Фалкион (енгл. Falchion) је врста оружја коришћеног у средњем веку. Фалкион је веома сличан мачети.
Дуго се мислило да је фалкион коришћен као сељачко оружје, али се испоставило сасвим супротно - фалкион је био оружје племства, професионалних војника и богатог слоја становништва. Упркос свом робусном изгледу, фалкион је танко оружје, по тежини слично мачу. Фалкион има широко, понекад закривљено сечиво са једном оштрицом, које се постепено шири ка врху. Ово оружје је намењено искључиво задавању рана сечењем, а користило се против слабије оклопљених, или не оклопљених противника. 